# Evangelisch-Lutherse gemeente Zuid-Nederland
Zuid-Nederland is de naam van een evangelisch-lutherse gemeente in Noord-Brabant, Nederlands Limburg en het Rijk van Nijmegen. 
Hoewel dit kerkgenootschap in 2004 formeel is opgegaan in de PKN, heeft het zijn identiteit als lutherse gemeenschap behouden. De gemeente is in 2016 ontstaan door de samenvoeging van de gemeenten Nijmegen, Eindhoven, Heusden (bij 's-Hertogenbosch), Zuid-Limburg en Bergen op Zoom. In de eerstgenoemde vier kringen beschikt ze over een eigen kerkgebouw. De kring van Bergen op Zoom heeft geen eigen kerkgebouw, maar verzorgt onder andere huiskamerdiensten.

## Geschiedenis
De evangelisch-lutherse gemeenten in Bergen op Zoom, Heusden en Maastricht dank(t)en hun bestaan aan het feit dat de plaatsen aan de vooravond van of tijdens de Tachtigjarige Oorlog door de Staten van Holland tot garnizoensstad waren verheven. De eerste lutheranen waren Duitse of Zwitserse huursoldaten die de taak kregen om de Nederlanden te verdedigen. De lutherse gemeente van Nijmegen is iets later ontstaan, vermoedelijk rond 1624. Erediensten waren niet toegestaan door het stadsbestuur en de lutheranen moesten hun toevlucht nemen tot een schuilkerk. 
Na de Eerste Wereldoorlog ontstonden verschillende lutheraanse gemeentes in de Oostelijke Mijnstreek. Door de opkomst van de mijnbouw en een tekort aan arbeidskrachten werden veel lutheraanse arbeiders uit het aangrenzende Duitsland aangetrokken. In eerste instantie werd vanuit Vaals gepreekt, waar al langer een gemeente bestond. Er ontstonden gemeentes in Brunssum, Heerlen en Waubach. 
De Nijmeegse gemeente werd zwaar getroffen door het geallieerde bombardement op 22 februari 1944 en later dat jaar bloedige gevechten in het kader van Operatie Market Garden (september 1944).
Nog altijd wonen de meeste Limburgse lutheranen in deze contreien. De erediensten vinden daarom alleen in Heerlen plaats. De lutherse kerk van Maastricht werd gesloten in 2014.

## Overzicht kerkgebouwen
- Dommelhoefkerk, in Eindhoven
- Lutherse Kerk, in Heerlen (voormalige gemeente Zuid-Limburg)
- Lutherse Kerk, in Heusden
- Lutherse Kerk, in Nijmegen (voormalige gemeente Nijmegen)
- Evangelisch-Lutherse kerk, in Bergen op Zoom, gesloten in 2009

## Afbeeldingen

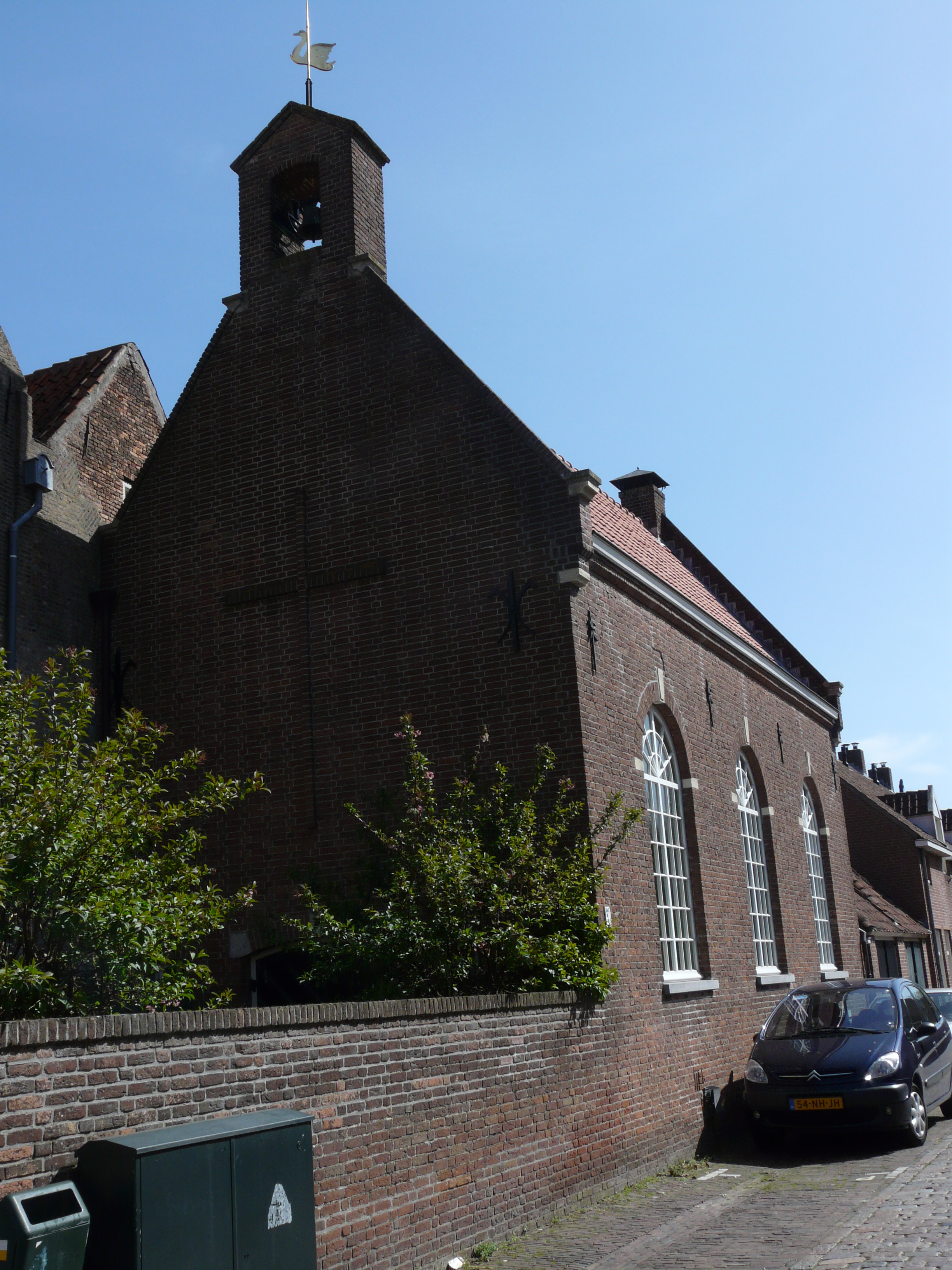
Lutherse Kerk, kring Heusden
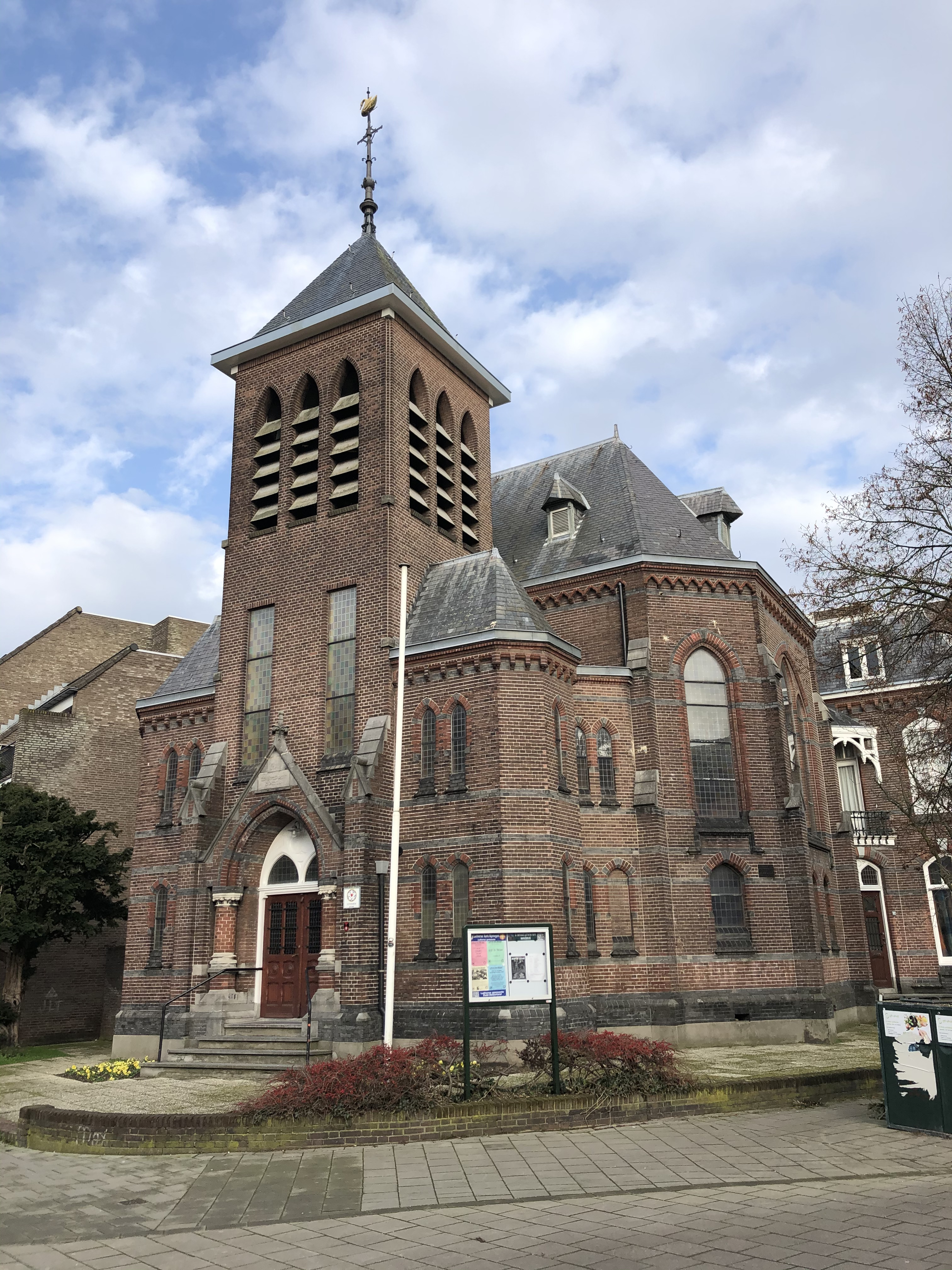
Lutherse Kerk, kring Nijmegen
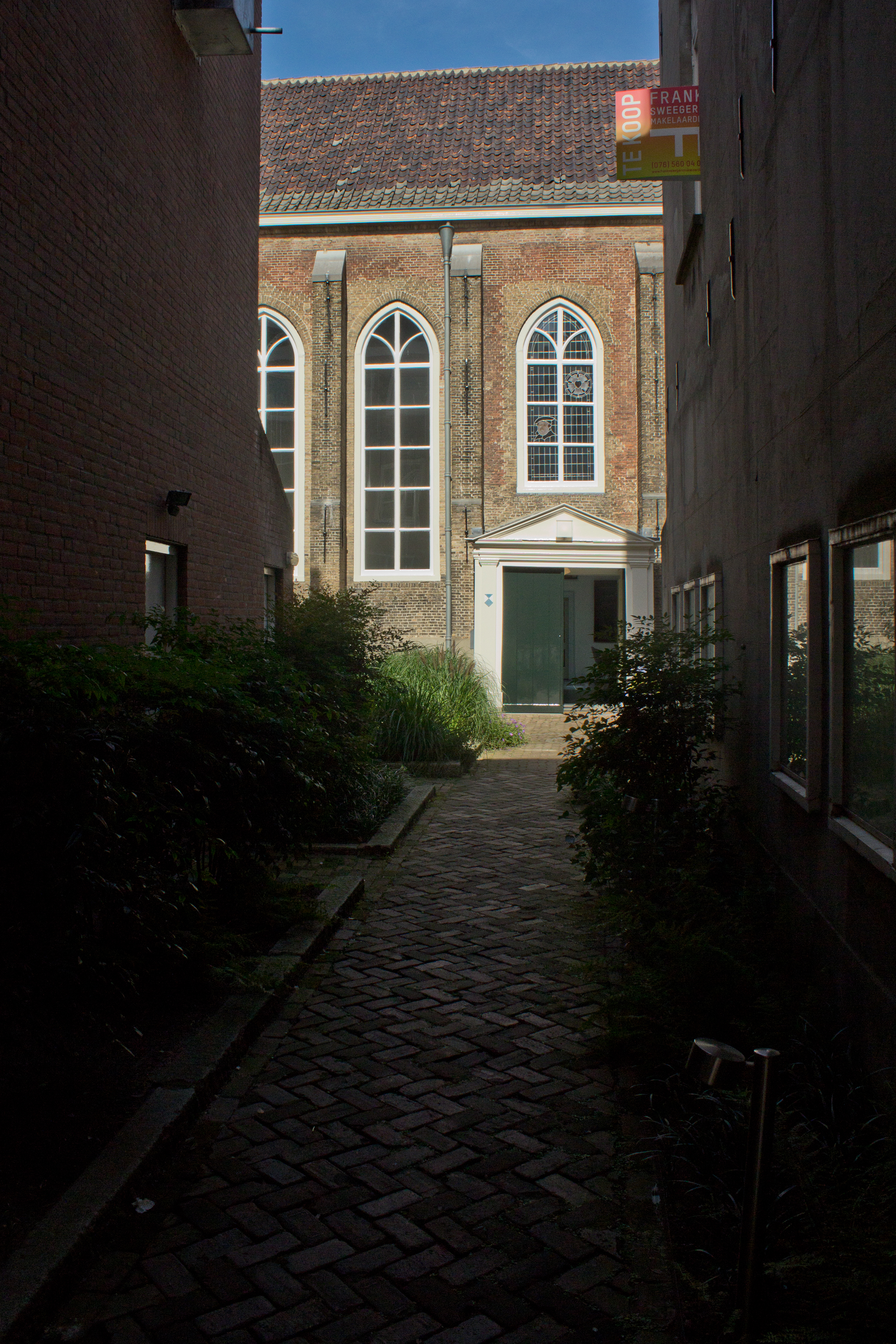
Voormalige Lutherse kerk in Breda
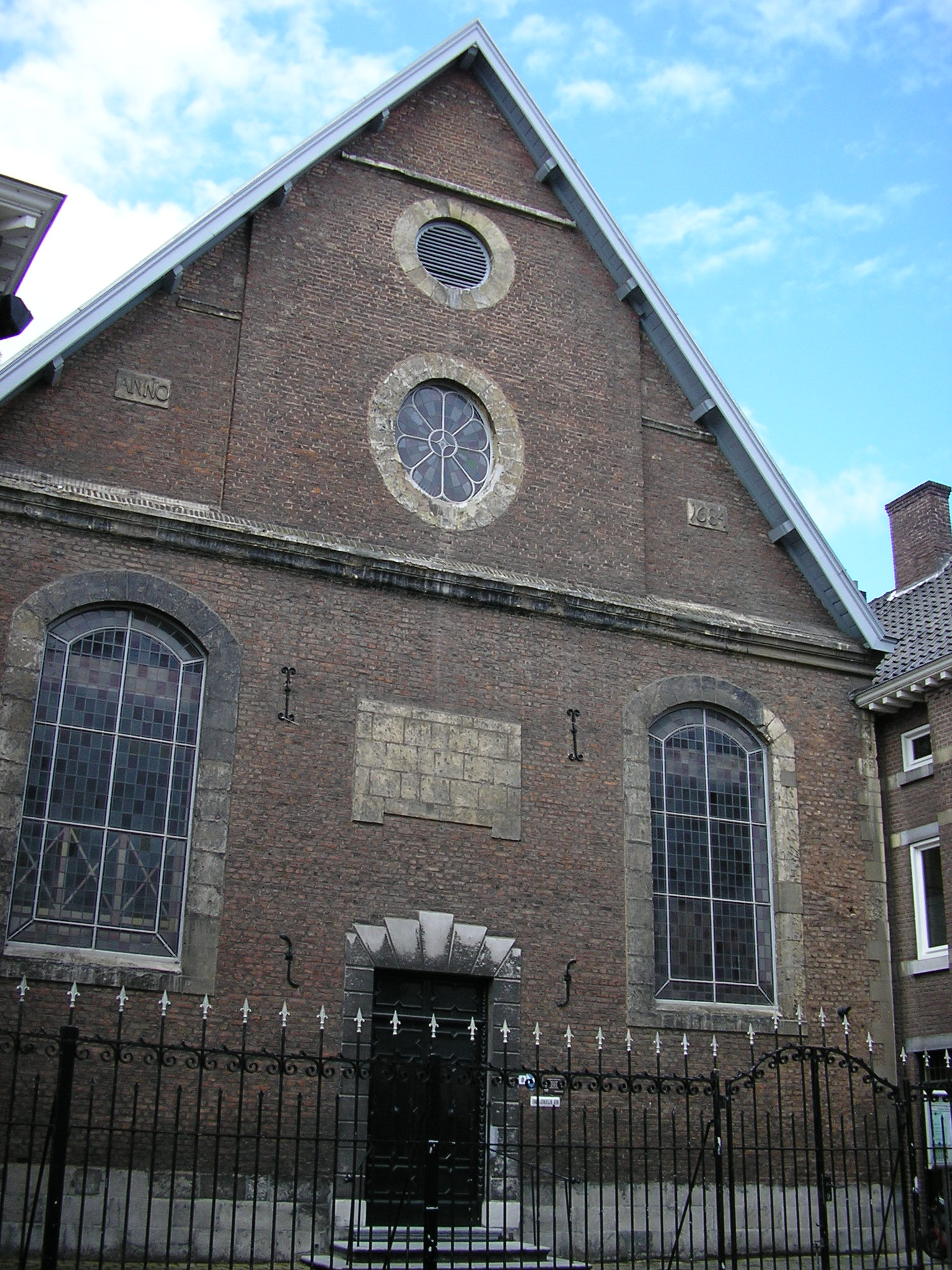
Voormalige Lutherse kerk in Maastricht
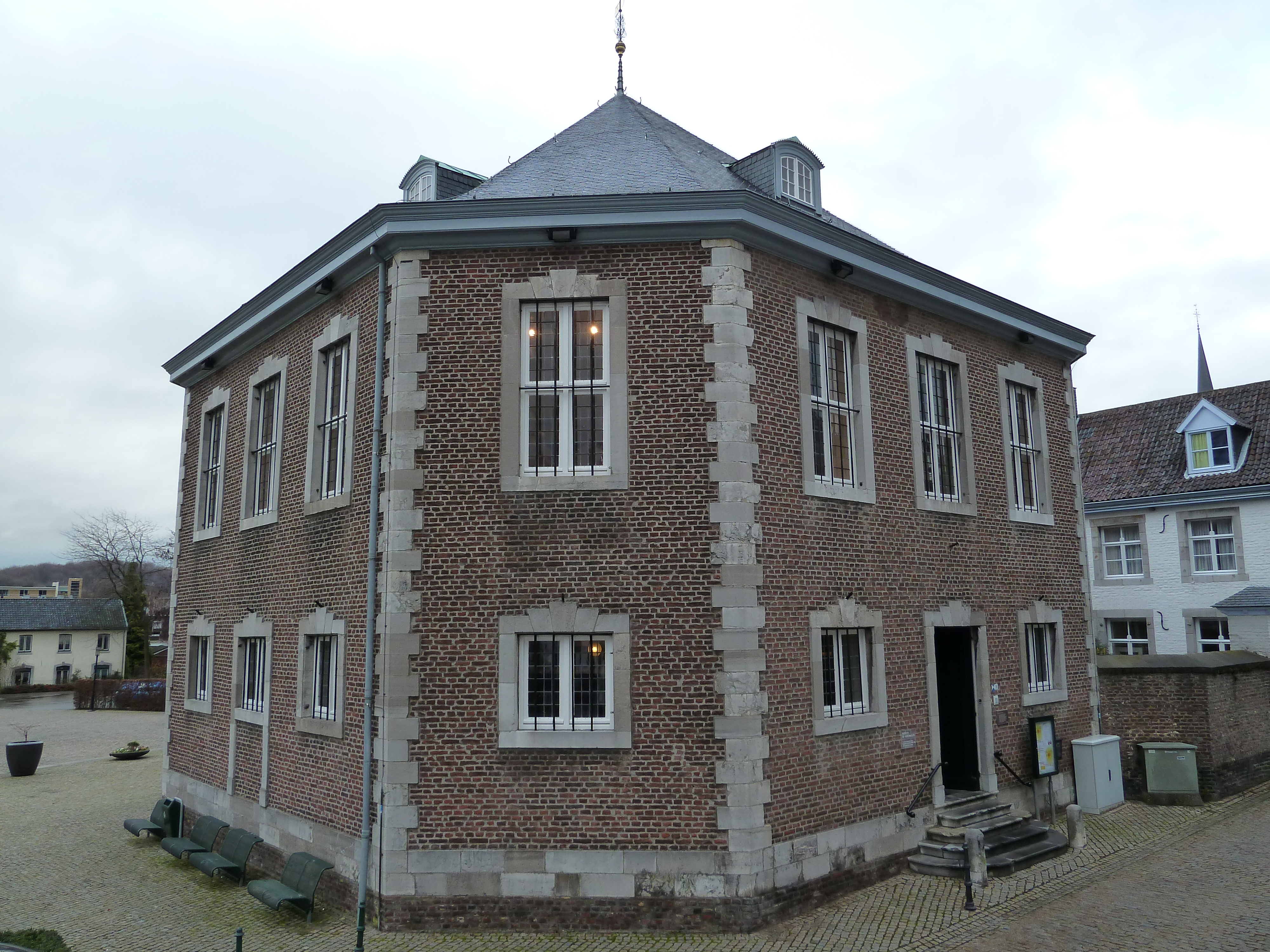
Voormalige Lutherse kerk in Vaals